# Jiří Polák (Leichtathlet)
Jiří Polák (* 22. April 1998) ist ein tschechischer Sprinter, der sich auf den 200-Meter-Lauf spezialisiert hat.

## Sportliche Laufbahn
Erste Erfahrungen bei internationalen Meisterschaften sammelte Jiří Polák im Jahr 2017, als er bei den U20-Europameisterschaften in Grosseto im 200-Meter-Lauf mit 21,54 s im Halbfinale ausschied und mit der tschechischen 4-mal-100-Meter-Staffel mit 40,72 s den Finaleinzug verpasste. Bei den World Athletics Relays 2021 im polnischen Chorzów konnte er den Vorlauf in der 4-mal-100-Meter-Staffel nicht beenden.
2017 wurde Polák tschechischer Meister in der 4-mal-100-Meter-Staffel sowie 2020 im 200-Meter-Lauf.

## Persönliche Bestzeiten
- 100 Meter: 10,51 s (−0,2 m/s), 19. September 2020 in Jablonec nad Nisou
  - 60 Meter (Halle): 6,92 s, 18. Februar 2017 in Ostrava
- 150 Meter: 15,39 s (+0,5 m/s), 8. September 2020 in Ostrava (nationale Bestleistung)
- 200 Meter: 20,63 s (−0,2 m/s), 9. August 2020 in Pilsen
  - 200 Meter (Halle): 20,93 s, 21. Februar 2021 in Ostrava